# Lintelermarsch
Lintelermarsch gehört seit 1972 zur Stadt Norden. Bekannter als Lintelermarsch ist Norddeich, der Name einer ehemaligen Lintelermarscher Gemarkung, die sich im Zuge der aufblühenden Inselschifffahrt und des Tourismus zu einem Ortsteil mit eigenem kommunalen Charakter entwickelte. Heute ist Norddeich ein eigenständiger Stadtteil der Stadt Norden und die Lintelermarsch nur ein Teilgebiet dieses Stadtteils.

## Ortsbeschreibung

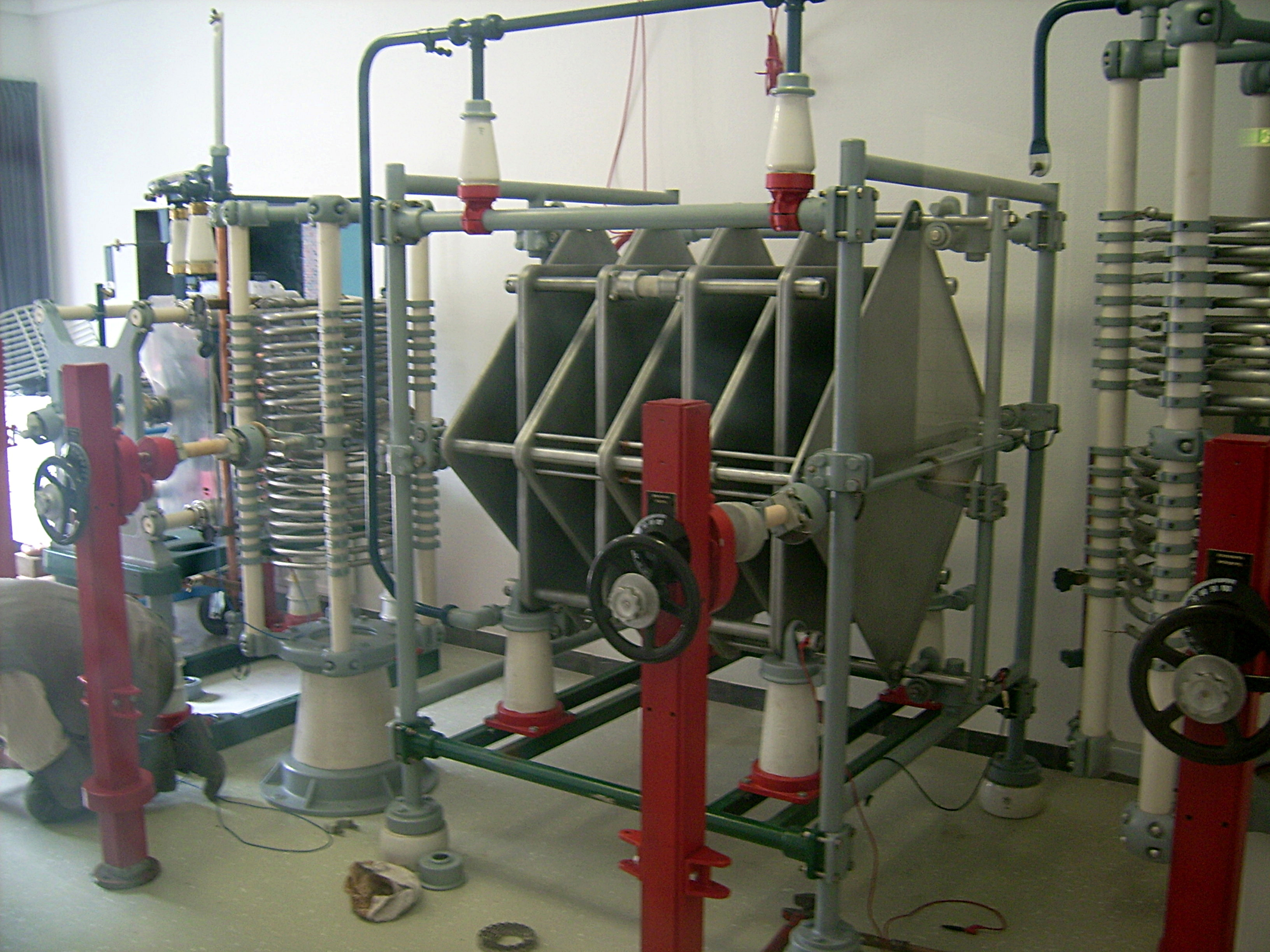
Technik der ehemaligen Sendestelle Norddeich Radio (ausgestellt im Waloseum)

Lintelermarsch verfügt über keinen Ortskern und besteht hauptsächlich aus verstreut liegenden Gulfhöfen und Kleinstsiedlungen von drei bis fünf Häusern. Unter den zahlreichen Warften fallen besonders die beiden großen Warften Osterloog und Westerloog auf.
Nördlich der Warf Osterloog befindet sich die ehemalige Sendestelle für den Seefunkdienst (siehe Norddeich Radio). Die Sendemasten sind heute abgebaut. An ihrer Stelle befindet sich ein kleines Naturschutzgebiet. Das ehemalige Sendegebäude beherbergt das sogenannte Waloseum, eine permanente Ausstellung, die dem Wal gewidmet ist.
Nördlich der Warf Westerloog wurde 1968 der Flugplatz Norddeich angelegt, der hauptsächlich für Flüge von und nach der tideabhängigen Insel Juist genutzt wird. Angeboten werden aber auch Flüge nach Norderney.
Direkt am Lintelermarscher Deich befindet sich der Rote Pfahl, eine öffentliche, allerdings nicht beaufsichtigte Badestelle.
Am 1. Juli 1972 wurde die Gemeinde Lintelermarsch in die Stadt Norden eingegliedert.

## Wappen
Blasonierung: Im grünen Schildhaupt ein silberner Fisch mit goldenen Flossen, darunter in Silber ein roter Blitz.
Das Wappen der ehemaligen Gemeinde Lintelermarsch, die seit der Gemeindegebietsreform 1972 den Ortsteil Norddeich bildet, wurde ihr am 26. Juli 1960 verliehen. Es spiegelt die Geschichte des Ortes wider. Der Blitz steht für die ehemalige Sendestelle Osterloog, die Farbgebung Rot-Silber wurden vom Anstrich der Sendetürme übernommen. Das Grün im Wappen steht für die Landwirtschaft, der silberne Fisch mit goldenen Flossen für die Fischerei.

## Verkehr
Lintelermarsch liegt an der Landesstraße 5 zwischen der Stadt Norden und ihrem Stadtteil Ostermarsch. Diese Landstraße ist Teil der Grünen Küstenstraße. Bahnreisende benutzen ab Bahnhof Norddeich die Busse des Verkehrsverbundes Ems-Jade in Richtung Neßmersiel (Linie 303).
Innerhalb der Gemarkung Lintelermarsch liegt auch der Flugplatz Norden-Norddeich. Er ist für Motorsegler, Leicht- und Ultraleichtflugzeuge bis 2000 kg und Helikopter bis 5700 kg genehmigt. Betreiber ist die FLN Frisia-Luftverkehr GmbH Norddeich, die ganzjährig den nationalen Linienflugverkehr vom niedersächsischen Festland zu den Ostfriesischen Inseln verantwortet. Vom Flugplatz in Lintelermarsch werden unter anderem folgende Inselflugplätze angeflogen:
- Flugplatz Juist Flugzeit ca. 5 min (Fluglinie mit festen Flugzeiten; zusätzliche Bedarfsflüge täglich nach Vereinbarung)
- Flugplatz Norderney Flugzeit ca. 5 min
- Flugplatz Baltrum Flugzeit ca. 8 min
- Flugplatz Langeoog Flugzeit ca. 10 min
- Flugplatz Wangerooge
- Flugplatz Borkum

Daneben werden Rundflüge (unterschiedlicher Dauer) und Tagesausflüge nach Helgoland angeboten.

## Sehenswürdigkeiten
- Typische alte Marschenlandschaft
- Warften Wester- und Osterloog
- Walmuseum Waloseum

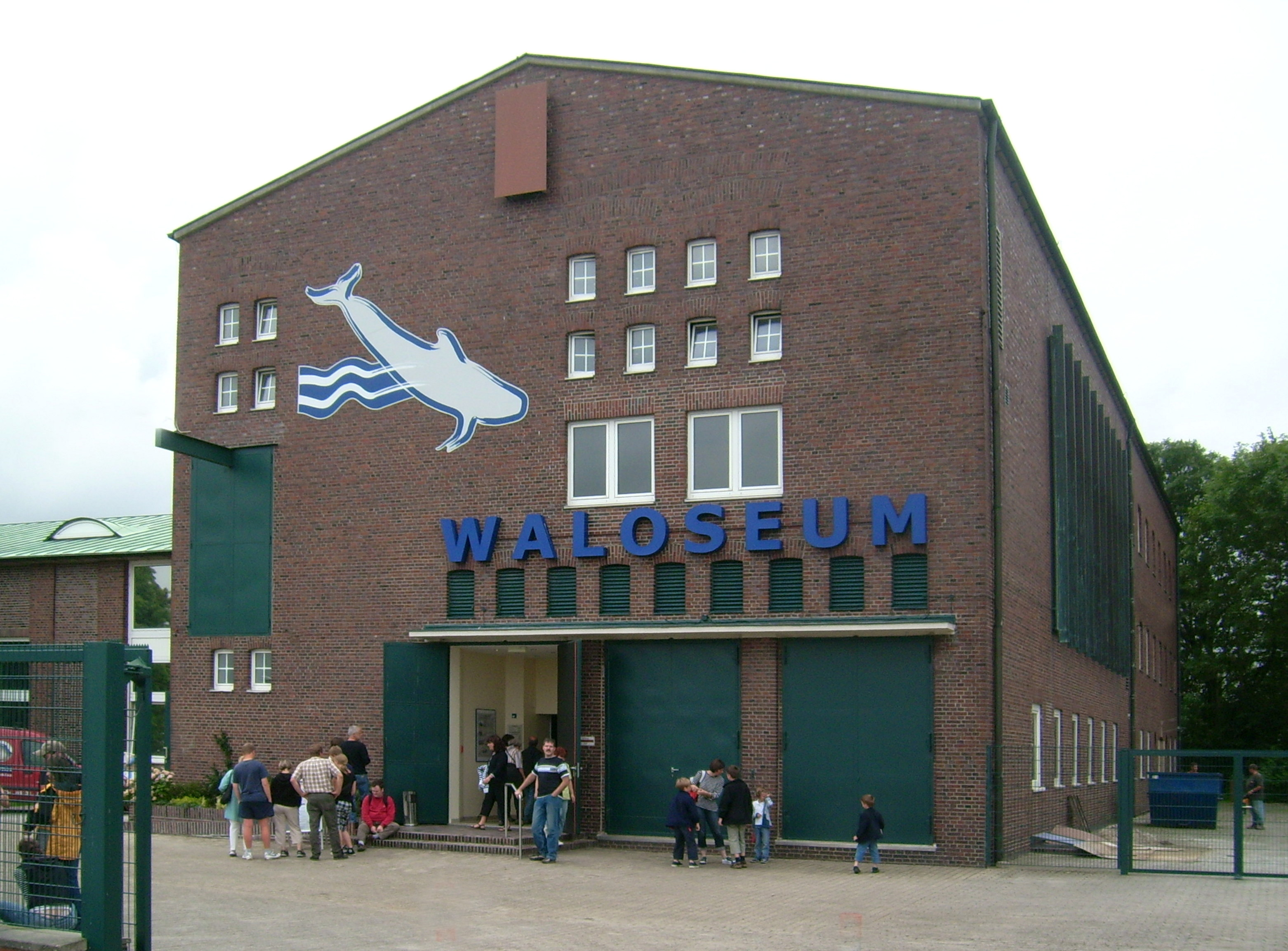
Waloseum im Gebäude der ehemaligen Sendestelle von Norddeich Radio

- Automobil- und Spielzeugmuseum Nordsee
- Flugplatz Norddeich